# Преподобни Андроник и Атанасија
Преподобни Андроник и Атанасија су хришћански светитељи из 4. века.
Андроник је живео у Антиохији у време византијског цара Теодосија Великог. Био је златар по занату. Оженио се Атанасијом, ћерком златара Јована. Своје велико богатство раздали су сиромасима, а мањи део задржали за себе. Имали су сина Јована и ћерку Марију. 
Након 12 година њиховог брака оба детета су има умрла. Андроник и Атанасија су их сахранили и затим се замонашили. 
Блажени Андроник након 12 година подвижништва у Октодекатском манастиру, је отишао у Јерусалим да се поклони светим местима. Успут је срео Атанаисију, која је преобучена у монаха и промењеног имена у Атанасије, кренула заједно с њим. Заједно су посетили свети град Јерусалим и сва света места и поклонили им се. После тога, посетили су Александрију и поклонили се моштима светог мученика Мине. 
По повратку у манастир заједно су провели још дванаест година, када је Атанасија умрла. Убрзо за њим умро је и свети Андроник. Сахрањени су заједно и заједно се прослављају.
Православна црква прославља преподобне Андроника и Атанасију 9. (22.) октобра.